# Stanmore (Metropolitano de Londres)
Stanmore é uma estação que pertence ao Metropolitano de Londres, em Stanmore. É o terminal norte da Jubilee line e a próxima estação em direção ao sul é Canons Park.